# 大眼方尾鯧
大眼方尾鯧，為輻鰭魚綱鱸形目鯧亞目方尾鯧科的其中一種，分布於全球三大洋熱帶及亞熱帶海域，棲息深度可達800公尺，體長可達50公分，為外洋性魚類，屬肉食性，以水母及櫛水母為食，有雪卡魚中毒的報告。